# Kein Pardon für Schutzengel/Episodenliste
Dies ist der Episodenführer der britischen Krimi-Fernsehserie Kein Pardon für Schutzengel (Originaltitel: The Protectors), die zwischen 1972 und 1973 in 52 Episoden in zwei Staffeln produziert wurde. Die Erstausstrahlung fand vom 29. September 1972 bis zum 15. März 1974 auf dem britischen Fernsehsender Associated Television (ATV) statt. In Deutschland zeigte das ZDF 1977 26 der insgesamt 52 Episoden. In den 1980er und 1990er Jahren strahlten RTL plus, Sat.1 und Pro7 insgesamt 46 Episoden der Serie. Sechs Folgen wurden nicht synchronisiert und sind nur im englischen Original verfügbar. Sie liefen bis heute nicht im deutschen Fernsehen.

## Liste

### Staffel 1
Die Erstausstrahlung der ersten Staffel war vom 29. September 1972 bis zum 30. März 1973 auf dem britischen Sender ATV zu sehen.
| Nr. (ges.) | Nr. (St.) | Deutscher Titel                   | Originaltitel                                  | Erstausstrahlung GB | Deutschsprachige Erstausstrahlung (D) | Regie                | Drehbuch          | Produktions- reihenfolge |
| ---------- | --------- | --------------------------------- | ---------------------------------------------- | ------------------- | ------------------------------------- | -------------------- | ----------------- | ------------------------ |
| 1          | 1         | Ein falsch gefalteter Fallschirm  | 2000 Feet to Die                               | 29. Sep. 1972 (ATV) | 20. Apr. 1977                         | John Hough           | Terence Feely     | 1                        |
| 2          | 2         | Fluchthilfe                       | Brother Hood                                   | 6. Okt. 1972        | 27. Juli 1977                         | Don Chaffey          | John Goldsmith    | 2                        |
| 3          | 3         | Rom sehen und sterben             | See No Evil                                    | 13. Okt. 1972       | 3. Aug. 1986 (Sat.1)                  | Jeremy Summers       | Donald Johnson    | 10                       |
| 4          | 4         | Tödliche Wette                    | Disappearing Trick                             | 20. Okt. 1972       | 14. Sep. 1986 (Sat.1)                 | Jeremy Summers       | Brian Clemens     | 3                        |
| 5          | 5         | Staatsstreich und Damenwahl       | Ceremony for the Dead                          | 27. Okt. 1972       | 15. Juni 1986 (Sat.1)                 | Jeremy Summers       | Donald James      | 26                       |
| 6          | 6         | Alte Liebe rostet doch            | It Was All Over in Leipzig                     | 3. Nov. 1972        | 29. Juni 1986 (Sat.1)                 | Don Chaffey          | Donald James      | 25                       |
| 7          | 7         | Das Schweizer Nummernkonto        | The Quick Brown Fox                            | 10. Nov. 1972       | 22. Juni 1986 (Sat.1)                 | Don Chaffey          | Donald James      | 5                        |
| 8          | 8         | Diese Gauner                      | King Con                                       | 17. Nov. 1972       | 27. Apr. 1977                         | Jeremy Summers       | Tony Barwick      | 12                       |
| 9          | 9         | Beamtenkorruption                 | Thinkback                                      | 24. Nov. 1972       | 25. Mai 1977                          | Cyril Frankel        | Brian Clemens     | 14                       |
| 10         | 10        | Selbstjustiz                      | A Kind of Wild Justice                         | 1. Dez. 1972        | 25. Sep. 1977                         | Jeremy Summers       | Donald James      | 8                        |
| 11         | 11        | In fremden Diensten               | Balance of Terror                              | 8. Dez. 1972        | 25. Mai 1986 (Sat.1)                  | Don Chaffey          | John Goldsmith    | 11                       |
| 12         | 12        | Doppeltes Doppelspiel             | Triple Cross                                   | 15. Dez. 1972       | 18. Mai 1986 (Sat.1)                  | John Hough           | Lew Davidson      | 7                        |
| 13         | 13        | Karambolage                       | The Numbers Game                               | 29. Dez. 1972       | 8. Juni 1986 (Sat.1)                  | Don Chaffey          | Ralph Smart       | 6                        |
| 14         | 14        | –                                 | For the Rest of Your Natural…                  | 5. Jan. 1973        | –                                     | John Hough           | Tony Barwick      | 18                       |
| 15         | 15        | Leibwächter für einen Toten       | The Bodyguards                                 | 12. Jan. 1973       | 13. Feb. 1991 (Pro7)                  | Don Chaffey          | Dennis Spooner    | 19                       |
| 16         | 16        | Blut ist ein ganz besonderer Saft | A Matter of Life and Death                     | 19. Jan. 1973       | 27. Juli 1986 (Sat.1)                 | Don Chaffey          | Donald James      | 22                       |
| 17         | 17        | Von der Mafia verfolgt            | The Big Hit                                    | 26. Jan. 1973       | 4. Mai 1977                           | Roy Ward Baker       | Donald James      | 13                       |
| 18         | 18        | Fingerabdrücke lügen nicht        | One and One Makes One                          | 2. Feb. 1973        | 10. Aug. 1986 (Sat.1)                 | Don Chaffey          | Jesse & Pat Lasky | 9                        |
| 19         | 19        | Pilot ohne Flugerfahrung          | Talkdown                                       | 9. Feb. 1973        | 15. Juni 1977                         | Jeremy Summers       | Jesse & Pat Lasky | 20                       |
| 20         | 20        | Der Doppelgänger                  | Vocal                                          | 16. Feb. 1973       | 6. Juli 1986 (Sat.1)                  | Cyril Frankel        | Brian Clemens     | 24                       |
| 21         | 21        | Die Revolution fällt aus          | …With a Little Help from My Friends            | 23. Feb. 1973       | 7. Sep. 1986 (Sat.1)                  | Jeremy Summers       | Sylvia Anderson   | 17                       |
| 22         | 22        | –                                 | Chase                                          | 2. März 1973        | –                                     | Harry Booth          | Brian Clemens     | 16                       |
| 23         | 23        | Zeugin mit Vormund                | Your Witness                                   | 9. März 1973        | 20. Juli 1977                         | Jeremy Summers       | Donald James      | 4                        |
| 24         | 24        | Des Pudels Kern                   | It Could Be Practically Anywhere on the Island | 16. März 1973       | 3. Aug. 1977                          | Robert Vaughn        | Tony Barwick      | 23                       |
| 25         | 25        | –                                 | The First Circle                               | 23. März 1973       | –                                     | Don Chaffey          | Tony Barwick      | 15                       |
| 26         | 26        | Ein explosiver Koffer             | A Case for the Right                           | 30. März 1973       | 20. Juli 1986 (Sat.1)                 | Michael Lindsay-Hogg | Jesse & Pat Lasky | 21                       |

### Staffel 2
Die Erstausstrahlung der zweiten Staffel war vom 21. September 1973 bis zum 15. März 1974 auf dem britischen Sender ATV zu sehen.
| Nr. (ges.) | Nr. (St.) | Deutscher Titel                  | Originaltitel              | Erstausstrahlung GB | Deutschsprachige Erstausstrahlung (D) | Regie                | Drehbuch             | Produktions- reihenfolge |
| ---------- | --------- | -------------------------------- | -------------------------- | ------------------- | ------------------------------------- | -------------------- | -------------------- | ------------------------ |
| 27         | 1         | Treffpunkt Madrid                | Quin                       | 21. Sep. 1973 (ATV) | 13. Juli 1986 (Sat.1)                 | Don Leaver           | Trevor Preston       | 4                        |
| 28         | 2         | Eine Tasche Lösegeld             | Bagman                     | 28. Sep. 1973       | 6. Juli 1977                          | John Hough           | Terry Nation         | 1                        |
| 29         | 3         | Auktion per Funk                 | Fighting Fund              | 5. Okt. 1973        | 10. Aug. 1977                         | Jeremy Summers       | John Kruse           | 3                        |
| 30         | 4         | An der Grenze                    | The Last Frontier          | 12. Okt. 1973       | 28. Sep. 1977                         | Charles Crichton     | Jean Morris          | 8                        |
| 31         | 5         | Antwort unter „Ganz Privat“      | Baubles, Bangles and Beads | 19. Okt. 1973       | 5. Okt. 1977                          | Jeremy Summers       | Terry Nation         | 9                        |
| 32         | 6         | Arbeitsplätze wegspioniert       | Petard                     | 26. Okt. 1973       | 11. Mai 1977                          | Cyril Frankel        | Tony Barwick         | 10                       |
| 33         | 7         | Rätsel in Venedig                | Goodbye George             | 2. Nov. 1973        | 13. Juli 1977                         | Michael Lindsay-Hogg | Brian Clemens        | 6                        |
| 34         | 8         | –                                | WAM (Part One)             | 9. Nov. 1973        | –                                     | Jeremy Summers       | Tony Barwick         | 13                       |
| 35         | 9         | –                                | WAM (Part Two)             | 16. Nov. 1973       | –                                     | Jeremy Summers       | Tony Barwick         | 14                       |
| 36         | 10        | Ein Dealer zweier Herren         | Implicado                  | 23. Nov. 1973       | 8. Juni 1977                          | Jeremy Summers       | Tony Barwick         | 7                        |
| 37         | 11        | Der Überläufer                   | Dragon Chase               | 30. Nov. 1973       | 17. Aug. 1986 (Sat.1)                 | Charles Crichton     | John Kruse           | 15                       |
| 38         | 12        | Ein Toter verteidigt seine Beute | Decoy                      | 7. Dez. 1973        | 31. Aug. 1977                         | Michael Lindsay-Hogg | Brian Clemens        | 17                       |
| 39         | 13        | Reise mit einem Toten            | Border Line                | 14. Dez. 1973       | 24. Aug. 1986 (Sat.1)                 | Charles Crichton     | Anthony Terpiloff    | 12                       |
| 40         | 14        | Ein Freund von Harry             | Zeke’s Blues               | 21. Dez. 1973       | 17. Aug. 1977                         | Jeremy Summers       | Shane Rimmer         | 16                       |
| 41         | 15        | Die Toten von San Marco          | Lena                       | 28. Dez. 1973       | 1. Juni 1986 (Sat.1)                  | Don Leaver           | Trevor Preston       | 5                        |
| 42         | 16        | Sprengstoff für die Zukunft      | The Bridge                 | 4. Jan. 1974        | 31. Aug. 1986 (Sat.1)                 | Jeremy Summers       | Tony Barwick         | 2                        |
| 43         | 17        | Schulpflichtig                   | Sugar and Spice            | 11. Jan. 1974       | 22. Juni 1977                         | Charles Crichton     | David Butler         | 20                       |
| 44         | 18        | –                                | Burning Bush               | 18. Jan. 1974       | –                                     | Don Leaver           | Trevor Preston       | 11                       |
| 45         | 19        | Der schöne Köder                 | The Tiger and the Goat     | 25. Jan. 1974       | 11. Mai 1986 (Sat.1)                  | Jeremy Summers       | Trevor Preston       | 23                       |
| 46         | 20        | 40 Pfund Heroin                  | Route 27                   | 1. Feb. 1974        | 18. Mai 1977                          | Don Leaver           | Terry Nation         | 26                       |
| 47         | 21        | Schwächeanfall                   | Trial                      | 8. Feb. 1974        | 12. Okt. 1977                         | Charles Crichton     | Robert Banks Stewart | 25                       |
| 48         | 22        | Killer mit Alibi                 | Shadbolt                   | 15. Feb. 1974       | 29. Juni 1977                         | John Hough           | Tony Barwick         | 19                       |
| 49         | 23        | Am Rand des Wahnsinns            | A Pocketful of Posies      | 22. Feb. 1974       | 1. Juni 1977                          | Cyril Frankel        | Terry Nation         | 18                       |
| 50         | 24        | Unfall auf die Sekunde genau     | Wheels                     | 1. März 1974        | 24. Aug. 1977                         | David Tomblin        | Tony Barwick         | 22                       |
| 51         | 25        | Fünf Büchsen á 10 000 Pfund      | The Insider                | 8. März 1974        | 14. Nov. 1984 (RTL plus)              | Don Leaver           | Trevor Preston       | 24                       |
| 52         | 26        | Schmelzpunkt 1800 Grad Celsius   | Blockbuster                | 15. März 1974       | 21. Sep. 1977                         | Jeremy Summers       | Shane Rimmer         | 21                       |